# Kroczyce (gmina)
Pour les articles homonymes, voir Kroczyce.
La gmina de Kroczyce est une commune rurale de la voïvodie de Silésie et du powiat de Zawiercie. Elle s'étend sur 110,15 km² et comptait 6 250 habitants en 2006. Son siège est le village de Kroczyce qui se situe à environ 13 kilomètres au nord-est de Zawiercie et à 54 kilomètres au nord-est de Katowice.

## Villages
La gmina de Kroczyce comprend les villages et localités de Biała Błotna, Browarek, Dobrogoszczyce, Dzibice, Gołuchowice, Huta Szklana, Kostkowice, Kroczyce Okupne, Kroczyce Stare, Lgota Murowana, Lgotka, Piaseczno, Podlesice, Pradła, Przyłubsko, Siamoszyce, Siedliszowice, Siemięrzyce, Szypowice et Trzciniec.

## Villes et gminy voisines
La gmina de Kroczyce est voisine de la ville de Zawiercie et des gminy d’Irządze, Niegowa, Ogrodzieniec, Pilica, Szczekociny et Włodowice.